# L'apoteosi d'Ercole
L'apoteosi d'Ercole è un'opera in due atti di Saverio Mercadante, su libretto di Giovanni Schmidt. La prima rappresentazione ebbe luogo al Teatro San Carlo di Napoli il 19 agosto 1819.
Gli interpreti della prima rappresentazione furono:
| Personaggio | Interprete                  |
| ----------- | --------------------------- |
| Ercole      | Andrea Nozzari              |
| Dejanira    | Benedetta Rosmunda Pisaroni |
| Jole        | Isabella Colbran            |
| Ilo         | Giovanni David              |
| Filottete   | Michele Benedetti           |
| Euriclea    | Raffaella de Bernardis      |

Direttore era lo stesso Mercadante. La scenografia era di Pasquale Canna.
L'opera venne rappresentata per festeggiare il compleanno del principe ereditario Francesco di Borbone, duca di Calabria.
Francesco Florimo raccontò che Mercadante, quando era ancora studente di conservatorio, venne incoraggiato da un incontro con Rossini, che lo motivò a studiare con grande impegno.  Mercadante riscosse così generale approvazione con la musica scritta per l'esame di una scuola di ballo, e in seguito scrisse una cantata in onore dell'ex re di Spagna Carlo IV, che ebbe buon successo e gli fece guadagnare il premio di scrivere un'opera seria per il San Carlo, che fu appunto l'Apoteosi d'Ercole.
Il Florimo descrisse così il successo ottenuto dall'opera: «ebbe uno splendido e clamoroso risultato. Tutta l'opera venne applaudita dalla sinfonia sino all'aria finale, e nell'insieme produsse uno di quei fanatismi teatrali che è più facile immaginare che descrivere. A preferenza tra tutti i pezzi piacque un terzetto tra soprano, contralto e tenore, modellato su quello del Ricciardo e Zoraide di Rossini, che terminava con una cabaletta della più gran semplicità e del più sorprendente effetto, sulle parole: Non sempre ride amore / D'un amatore ai danni / Sovente i nostri affanni / Lo destano a pietà; che in pochi giorni, passata nel dominio pubblico, divenne popolare e si ripeteva per le strade e fin nelle bettole di Napoli.»

## Trama
La vicenda si svolge a Tebe, di cui si immagina che Ercole sia re.
Ercole ha fatto prigioniera Jole, figlia di Eurito, re d'Ecalia, di cui si è invaghito. L'arrivo di Jole a Tebe suscita la gelosia della moglie di Ercole, Deianira e del loro figlio Illo, a sua volta innamorato della giovane principessa.
Quando Ercole scopre i sentimenti di Ilo per Jole lo fa imprigionare, e lo libera solo dietro le insistenze del fedele amico Filottete, rinunciando alle sue pretese sulla prigioniera.
Dejanira, nel tentativo di riconquistare l'amore del marito, gli regala un mantello avuto in dono da Nesso, un centauro che in passato era stato ucciso da Ercole stesso. Dejanira è convinta che il mantello abbia la facoltà di far rinascere l'amore, ma in realtà esso è intriso di un veleno destinato a far morire chi lo indossa. Quando Ercole si mette il mantello viene preso da atroci dolori e tenta invano si spogliarsene, poiché si strappa la sua stessa pelle.
Ercole decide allora di salire su un vicino monte e di immolarsi a Giove su un rogo acceso da Filottete. Appare Giove circondato dalla sua corte celeste e conduce a sé Ercole su una candida e luminosa nube.

## Struttura musicale
- Sinfonia

### Atto I
- N. 1 - Introduzione Fausto giorno! (Coro)
- N. 2 - Duetto fra Ilo e Deianira O madre! a' tuoi piedi
- N. 3 - Coro e Cavatina di Ercole A tergere i sudori - Di Marte fra' perigli
- N. 4 - Sestetto Questo giorno fortunato (Deianira, Ilo, Filottete, Euriclea, Ercole, Jole)
- N. 5 - Finale I Amor gli acuti strali - Sommi dei, vi placate! (Ilo, Jole, Deianira, Ercole, Coro)

### Atto II
- N. 6 - Coro e Duetto fra Ilo e Jole Ogni alma si divide - Taci...intendo: a costo ancora
- N. 7 - Duetto fra Ercole e Filottete Lo comprendo, e a' detti tuoi
- N. 8 - Aria di Ilo Se il genitor mi toglie
- N. 9 - Coro e Aria di Jole A che sollecita - Che intesi!... speranza (Coro, Jole, Ilo)
- N. 10 - Finale II Ahi Lica sventurato! - Amico diletto - Fuggir! lo speri invano - Cresce il fragore (Coro, Ercole, Filottete, Deianira, Euriclea)